# SIPRNet
Secret Internet Protocol Router Network (SIPRNet) is een systeem van computernetwerken dat gebruikt wordt door het Amerikaans Ministerie van Defensie en het Amerikaanse ministerie van Buitenlandse Zaken om geclassificeerde informatie te versturen (tot en met de classificatie SECRET).
Hieronder vallen ook de zogenaamde diplomatieke telexen, de zogenaamde cables.